# Elżbieta Kalemba-Kasprzak
Elżbieta Maria Kalemba-Kasprzak – polska literaturoznawczyni dr hab. nauk humanistycznych, profesor nadzwyczajny i kierownik Katedry Dramatu, Teatru i Widowisk Wydziału Filologii Polskiej i Klasycznej Uniwersytetu im. Adama Mickiewicza w Poznaniu.

## Życiorys
25 października 1984 obroniła pracę doktorską Społeczne role recenzji teatralnej. Przełom Październikowy (1955-1957) (promotor Jerzy Ziomek), 14 czerwca 2000  habilitowała się na podstawie pracy zatytułowanej Prometeusz z przepiórką. Dramaty Stefana Żeromskiego: od Czarowica do Przełęckiego.
Była zatrudniona na stanowisku profesora nadzwyczajnego i kierownika w Katedrze  Dramatu, Teatru i Widowisk na Wydziale Filologii Polskiej i Klasycznej Uniwersytetu im. Adama Mickiewicza w Poznaniu.